# Dzmitry Rekish
Dzmitry Vasilevich Rekish (tiếng Belarus: Дзмітрый Васілевіч Рэкіш; tiếng Nga: Дмитрий Васильевич Рекиш; sinh ngày 14 tháng 9 năm 1988) là một cầu thủ bóng đá người Belarus hiện tại thi đấu cho Fakel Voronezh.

## Sự nghiệp

### Câu lạc bộ
Sinh ra ở Babruysk, Rekish bắt đầu chơi bóng ở hệ thống trẻ của FC Dinamo Minsk. Anh thi đấu cho RUOR Minsk tại Second Division trước khi gia nhập đội một Dinamo nơi anh ra mắt Giải bóng đá ngoại hạng Belarus năm 2006.
Vào tháng 2 năm 2011, anh được cho mượn đến Polonia Warsaw với bản hợp đồng nửa năm.

### Quốc tế
Anh là một phần của Đội tuyển bóng đá U-21 quốc gia Belarus. Rekish từng là thành viên của U-21 Belarus về đích thứ 3 tại Giải vô địch bóng đá U-21 châu Âu 2011. Anh vào sân từ ghế dự bị ở 4 trận.